# Mór Jókai
Pour les articles homonymes, voir Jókai.
Dans le nom hongrois Jókai Mór, le nom de famille précède le prénom, mais cet article utilise l’ordre habituel en français Mór Jókai, où le prénom précède le nom.
Œuvres principales
Az arany ember

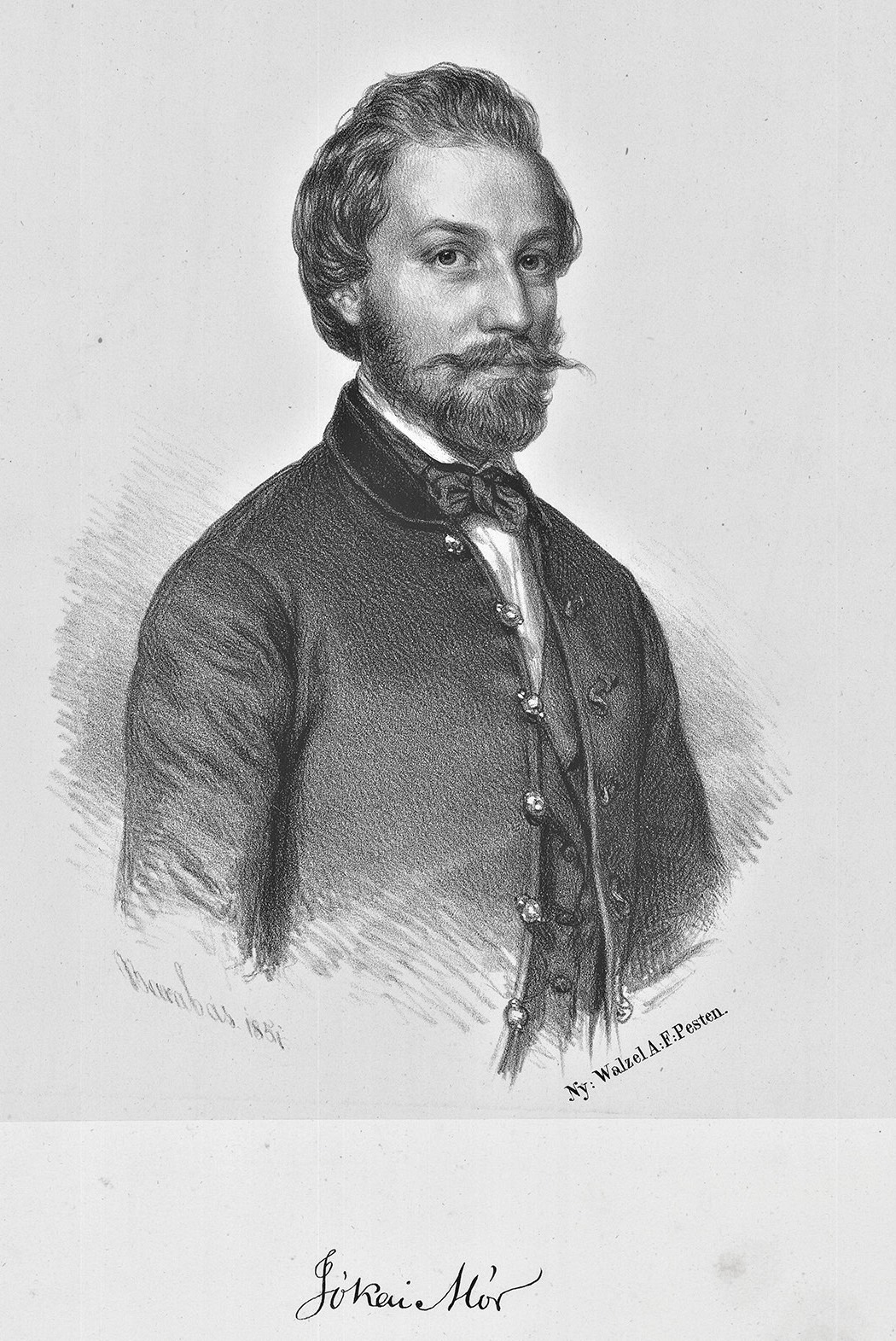
Lithographie de Mór Jókai par Miklós Barabás (1854)

Mór Jókai né  Móricz Jókay ([ˈmoːɾ], [ˈjoːkɒi] ; ásvai Jókai Móric en hongrois, Mór Jókai von Ásva en allemand, parfois Maurice Jokaï en français), né le 18 février 1825 à Komárom et décédé le 5 mai 1904 (79 ans) à Budapest, est un écrivain hongrois, romancier et dramaturge. Auteur très prolifique (plus de 200 romans), il mêle un sens du romanesque et de l'humour à des descriptions précises, une imagination abondante et un goût pour l'exotisme. Son roman le plus célèbre est Az arany ember (L'Homme en or) et il est reconnu comme l'un des plus grands romanciers hongrois. 
Il fut également parlementaire, membre de la Chambre des magnats, membre de l'Académie hongroise des sciences (dès 1858), Chevalier de l'Ordre de Saint-Étienne de Hongrie, membre de la Société Kisfaludy,  Président de la Société Petőfi et membre honoraire de la Société Dugonics.

## Biographie

### Milieu familial
Cinquième enfant d'une famille d’intellectuels et de petits propriétaires de la noblesse protestante, Mór est le fils de József Jókay de Ásva  (1781–1837), avocat mais aussi poète et artiste amateur, et de Mária Pulay de Bana. La famille remonte à Mihály Jókay, anobli pour fait d'armes en 1668 par Léopold Ier lors d'un siège par les turcs du château d'Esztergom. Ne voulant pas être favorisé par ses origines, Mór change, après mai 1848, le "-y" de son nom en "-i", de connotation moins noble.

### Jeunesse
Après des études à Komárom puis au lycée évangélique de Pozsony (1835-1837) où il apprend l'allemand le latin et le grec et où il est excellent étudiant, Mór retourne malade chez lui en 1837, année du décès de son père. Parmi ses professeurs, il garde beaucoup d'affection et de gratitude pour François Vály qui lui enseigna le français, l'anglais et l'italien et qui lui donna des cours de rhétorique (1837-1838) et de poésie (1838-1839). Etudiant en philosophie, il passe son baccalauréat en 1842 au Collège Réformé de Pápa (hu). Ses contemporains promis à la célébrité sont Lajos Tarczy (hu) futur philosophe, scientifique et académicien, le peintre Soma Orlai Petrich (en), Károly Kerkapoly (en) futur ministre et académicien, Sándor Kozma (en) haut-magistrat et le célèbre poète Sándor Petőfi.
Souffrant de douleurs fréquentes à la poitrine nécessitant un changement d'air, sa mère l'envoie étudier le droit à Kecskemét. Son corps et son âme s'en trouvent revigorés. Il y étudie avec sérieux, écrit beaucoup, prend goût au théâtre, se divertit, dessine et peint. « Ici, je suis devenu un homme! Ici, je suis devenu un écrivain hongrois  », écrit-il dans ses mémoires. Il passe l'hiver 1845-1846 à Budapest avec ses amis Petőfi Sándor, Kálmán Lisznyai Damó (hu), Zsigmond Czakó, Albert Pákh (hu), Imre Vahot (hu) et Mihály Tompa.

### Carrière
Il a vingt ans en 1845 quand Petőfi l'introduit dans les salons en vue de Pest. Il publie la même année son premier roman remarquable, Hétköznapok (Jours de semaine), d'abord dans les colonnes du Pesti Divatlap puis sous forme de livre en 1846, immédiatement reconnu par les critiques comme un travail plein de génie. Jókai est par la suite nommé rédacteur en chef de l'Életképek, revue littéraire hongroise de premier plan. Il obtient en parallèle son diplôme d'avocat en 1846 et gagne un procès. Il s'éloigne cependant de l'institution judiciaire pour se lancer entièrement dans la littérature, encouragé par son ami Sándor Petőfi et par les éloges prononcés par l'Académie hongroise sur sa première pièce,  Zsidó fiú ("Le garçon juif"). 
Il se marie avec la célèbre actrice Róza Laborfalvi (en) (1817-1886) le 29 août 1848 et accueille avec enthousiasme les idées de la Révolution hongroise de 1848 pour lesquelles il combat avec la plume et l'épée. Il est alors un libéral modéré, opposé à tous les excès. Il soutient cependant, à la suite des glorieuses victoires hongroises d'avril et de mai 1849, Louis Kossuth et la déchéance de la dynastie des Habsbourg. Les Hongrois sont finalement battus par la coalition austro-russe et la reddition de Világos (en) (août 1849). Sa femme lui sauve la vie à l'issue des combats.
Jókai vit les quatorze années suivantes sous surveillance. Il écrit durant cette période pas moins de trente romans, de nombreux contes, critiques et essais.
Après le Compromis austro-hongrois de 1867, il fait son retour dans la vie politique et siège en tant que député pendant de nombreuses années (de 1865 à 1872 et de 1875 à 1896). Il fut un soutien indéfectible de Kálmán Tisza, non seulement comme parlementaire pendant plus de vingt ans, mais également comme éditeur de Hon, l'organe du gouvernement qu'il fonda en 1863. 
Il adopte Rosa, petite-fille (illégitime) de son épouse, qui devient peintre et en 1888 épouse le célèbre peintre d'Histoire Arpad Feszty. 
Dans les années 1880 Jokai se lie avec l'archiduc Rodolphe héritier du trône et collabore avec lui à la rédaction et à l'édition en allemand et en hongrois d'une encyclopédie descriptive de l'empire austro-hongrois : Az Osztrák-Magyar Monarchia írásban és képben (21 volumes illustrés) ; en allemand l'ouvrage dénommé Die österreichisch-ungarische Monarchie in Wort und Bild comprend 24 volumes illustrés. Jokai y est l'auteur d'un grand nombre d'articles et devient responsable d'édition de la version hongroise.
En 1894, le pays tout entier célèbre son jubilé littéraire. Membre de la Chambre des magnats en 1897, il fait scandale en 1899 en contractant un mariage avec Bella Grosz (nom de scène : Bella Nagy), une actrice de cinquante-cinq ans sa cadette. Une rupture est consommée avec sa famille et grand nombre de ses amis; il n'est plus reçu par les gens de son milieu et il est snobé par les instances officielles. 
À son décès de tumultueuses controverses pour l'héritage de l'écrivain eurent lieu entre sa veuve et sa fille adoptive. Sa veuve donna ses manuscrits et ses portraits à l'Etat hongrois en échange d'une pension et partit vivre en Angleterre où elle décéda en 1947. 
Mór Jókai est enterré au cimetière national de Fiumei út.

## Œuvres principales

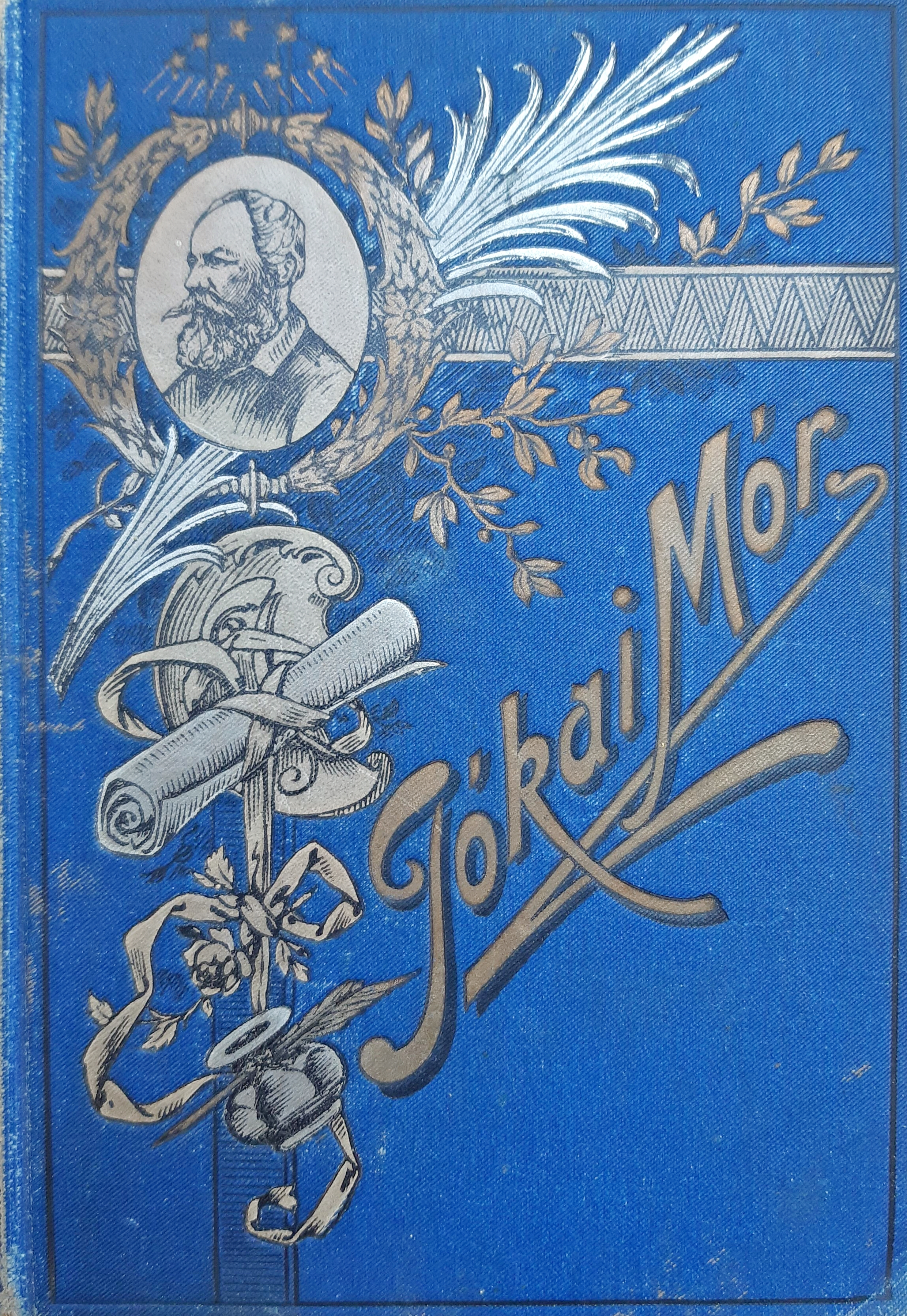
Reliure de Nándor Gottermayer

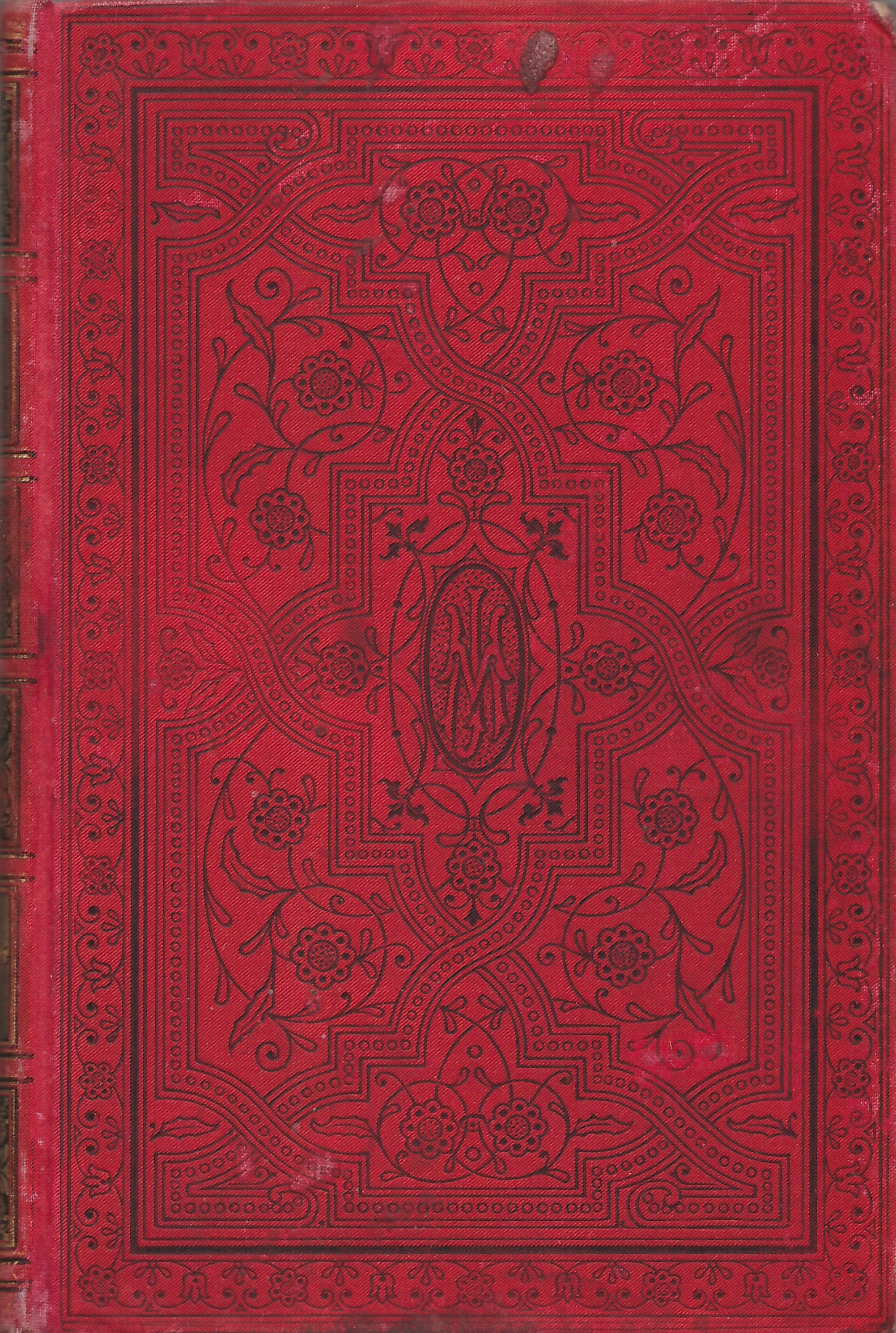
Reliure Gottermayer

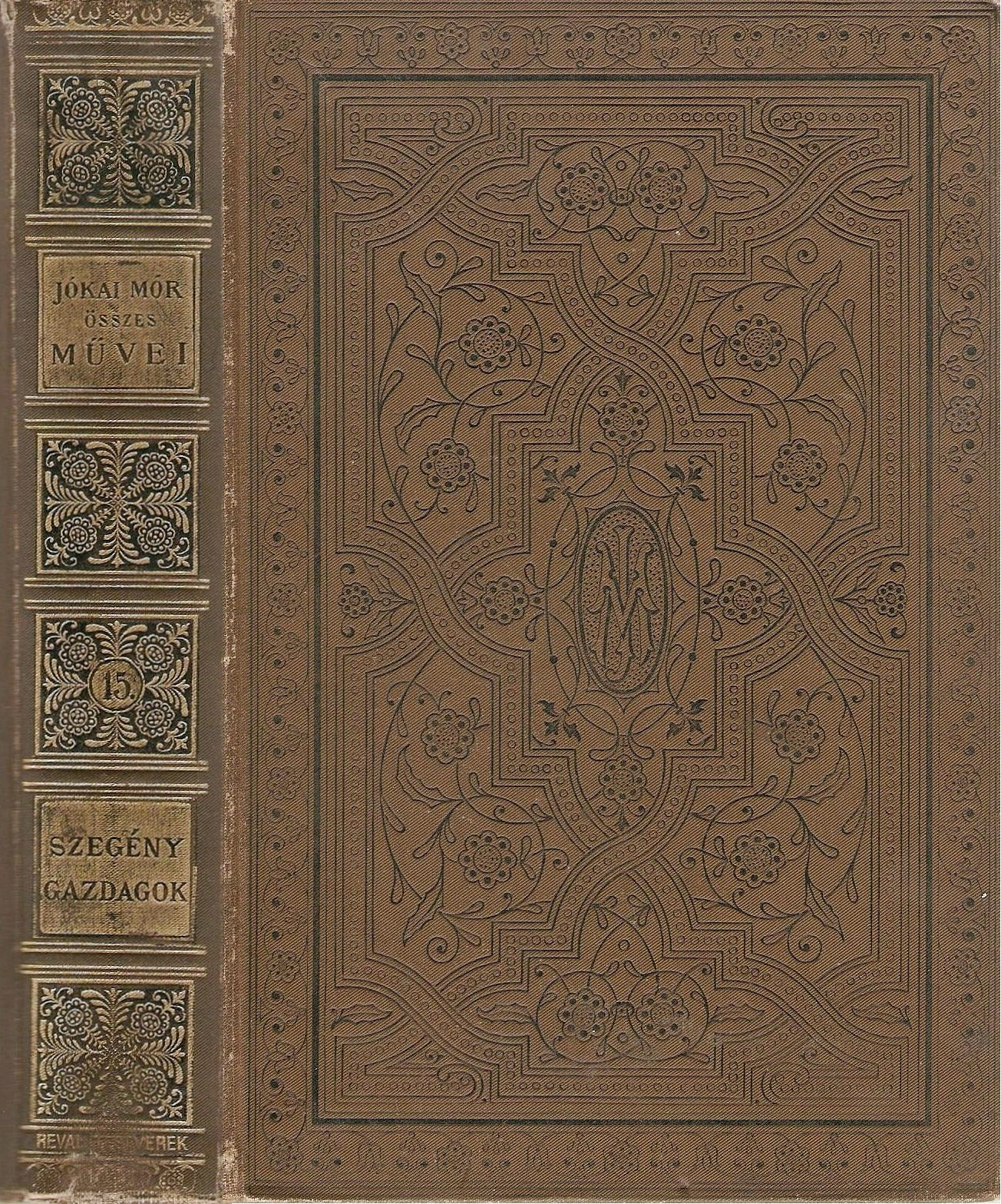
Reliure Gottermayer

- Jours de semaine (Hétköznapok, 1846)
- Scènes de batailles et de révolution (Forradalmi és csataképek, 1850)
- L'Âge d'or de Transylvanie (Erdély aranykora, 1852)
- Les Turcs en Hongrie (Török világ Magyarországon, 1852)
- Le Nabab hongrois (Egy magyar nábob, 1853)
- Le Déclin des janissaires (Janicsárok végnapja, 1854)
- Zoltán Kárpáthy (Kárpáthy Zoltán, 1854)
- Jour de tristesse (Szomorú napok, 1856)
- Le Nouveau Seigneur (Az új földesúr, 1863)
- Les Trois Fils de Cœur-de-Pierre (A kőszívű ember fiai, 1869)
- Les Diamants noirs (Fekete gyémántok, 1870)
- L'Homme en or (Az arany ember, 1872)
- Le Roman du siècle futur (A jövő század regénye, 1872 - roman précurseur de la science-fiction[3]
- Ráby le prisonnier (Rab Ráby, 1879)
- La Dame aux yeux de mer (A tengerszemű hölgy, 1890)
- La Rose jaune  (Sárga rózsa, 1893)

## Distinctions
- Chevalier de l'Ordre de Saint-Étienne de Hongrie (1876)
- Grand-Croix de l'Ordre royal de Saint-Sava (1894)
- Citoyen d'honneur de Budapest
- Citoyen d'honneur de la ville libre royale de Szeged; de Miskolc, Debrecen, Győr, Esztergom, Makó, Kiskunfélegyháza
- L'astéroïde (90370) Jókaimór est nommé en son honneur.